# Phalanger
Phalanger（ファレンジャー）とは、PHPのソースコードをMonoおよび.NET Framework向けのCILバイトコードに変換する中間コード・コンパイラである。2024年現在は後継プロジェクトのPeachPieに移行しており開発は停止している。
IISやApacheなどの各種Webサーバ向けのモジュールも提供されており、純正のPHPモジュールと同様に、PHPコンパイラであることを意識することなく、ASP.NETやXSPなどと同様の使い勝手を実現している。
また、PhalangerにはVisual Studio Shellをベースとした無償のPHP統合開発環境（IDE）も含まれる。
Phalangerはチェコ共和国のプラハ・カレル大学で始まったオープンソース・プロジェクトである。2009年には開発チームを中心にDevsense社が設立され商用サポート業務も行われている。
2008年に開催されたGoogle Summer of Codeにおいて、Mono開発チームがSilverlight互換のMoonlightのデモンストレーションのひとつとして「Silverlightの中で動くPHP」を発表し、Phalangerは一躍注目されることとなった。

## 互換性
Phalangerは多くのPHPアプリケーションを無改造で動かすことができる。
公式サイトでは動作例として、WordPressやMediaWiki、phpMyAdmin、phpBBなどが紹介されている。

## パフォーマンス
Phalangerは純正のPHPよりも多くの場面で高速に動作する。
Phalangerはパフォーマンスに重点をおいて開発されており、.NET Framework（.NET仮想マシン）を用いる最大の理由も、コンパイル時にプラットフォーム非依存の最適化、実行時にプラットフォーム依存の最適化を行うなど、あらゆる時点でPHPプログラムを極限まで最適化するためである。
この点はIronPythonやIronRuby、F#などといった.NET Framework対応言語間の相互運用を重視したものとは異なる点である。